# Casalvecchio di Puglia
Casalvecchio di Puglia (im Dialekt der Arbëresh: Kazallveqi) ist eine italienische Gemeinde (comune) mit 1659 Einwohnern (Stand 31. Dezember 2023) in der Provinz Foggia in Apulien. Die Gemeinde liegt etwa 33 Kilometer westnordwestlich von Foggia.

## Geschichte
Die Gemeinde ist eine Gründung griechisch-albanischer Immigranten aus der Zeit des 15. Jahrhunderts.

## Gemeindepartnerschaften
Casalvecchio di Puglia unterhält Partnerschaften mit der Gemeinde Mariano Comense in der Provinz Como und mit dem albanischen Zhur bei Prizren.